# Psykologens Dagbog
|  | Denne artikel er oprettet af botten PalnaBot ud fra en ekstern database. Den kan derfor have sproglige fejl eller mangler. Denne skabelon kan fjernes efter kontrol af indholdet. |

Psykologens Dagbog er en kortfilm skrevet og instrueret af Jessica Nilsson.

## Handling
Om Lars, der er psykolog, tvangsonanist og træt af at leve. Han beslutter sig for at begå selvmord, men hans liv får pludselig mening, da han forelsker sig i en kvinde med 3 personligheder.